# جنبش ۲۳ مارس
جنبش ۲۳ مارس (به فرانسوی: Mouvement du 23 mars) که اغلب به‌صورت M23 مخفف می‌شود و همچنین با نام ارتش انقلابی کنگو (Armée révolutionnaire du Congo) شناخته می‌شود، یک گروه نظامی شورشی در کنگو است که توسط توتسی‌های کنگویی رهبری شده و از حمایت رواندا برخوردار است. این گروه در مناطق شرقی جمهوری دموکراتیک کنگو (DRC) فعالیت دارد و عمدتاً در استان کیوو شمالی مستقر است، استانی که با اوگاندا و رواندا هم‌مرز است. شورش M23 در سال‌های ۲۰۱۲ تا ۲۰۱۳ علیه دولت کنگو منجر به آوارگی شمار زیادی از مردم شد. در ۲۰ نوامبر ۲۰۱۲، این گروه کنترل شهر گوما، پایتخت استانی با جمعیتی حدود یک میلیون نفر، را به دست گرفت. اما به درخواست کنفرانس بین‌المللی منطقه دریاچه‌های بزرگ و پس از آنکه دولت کنگو سرانجام با مذاکره موافقت کرد، مجبور به خروج از این شهر شد. در اواخر سال ۲۰۱۲، نیروهای کنگو با پشتیبانی نیروهای سازمان ملل کنترل گوما را دوباره به دست گرفتند و M23 آتش‌بس اعلام کرد و خواستار ازسرگیری مذاکرات صلح شد.

### دیگر
- "Easing the Turmoil in the Eastern DR Congo and Great Lakes" (PDF). Crisis Group Africa Briefing. نایروبی، بروکسل: گروه بین‌المللی بحران (181). 25 May 2022. Archived from the original (PDF) on 25 May 2022. Retrieved 15 June 2022.

## برای مطالعهٔ بیشتر
- Broache, Michael (November 2016). "Irrelevance, instigation and prevention: the mixed effects of international criminal court prosecutions on atrocities in the CNDP/M23 case". International Journal of Transitional Justice. انتشارات دانشگاه آکسفورد. 10 (3): 388–409. doi:10.1093/ijtj/ijw020.
- Koko, Sadiki (2014). "The Mouvement du 23 Mars and the dynamics of a failed insurgency in the Democratic Republic of Congo". South African Journal of International Affairs. گروه تیلور و فرانسیس. 21 (2): 261–278. doi:10.1080/10220461.2014.942207. S2CID 154084869.
- Mbavu Muhindo, Vincent (2014). De l'AFDL au M23 en République démocratique du Congo. L'Harmattan: Paris. ISBN 9782343040318.